# Äolisches Griechisch

Griechische Dialekte um 400 v. Chr.
Äolische Dialekte in Gelb.

Das Äolische (auch Aiolische) ist ein altgriechischer Dialekt, der vom Stamm der Aioler gesprochen wurde. Das Verbreitungsgebiet des Dialekts umfasste Böotien, Thessalien, die kleinasiatische Westküste und die Insel Lesbos. In Böotien und Thessalien war das Äolische stark von den benachbarten westgriechischen Dialekten beeinflusst. Von den altgriechischen Dialekten ist das Äolische der altertümlichste.
Literarisch bedeutsam ist das Äolische durch die Dichtungen von Sappho und Alkaios. Auch die größtenteils auf dem Ionischen beruhende Sprache Homers enthält äolische Elemente.

## Charakteristika
Die wichtigsten Unterschiede zwischen dem Äolischen und dem Attischen, der klassischen Form des Altgriechischen:
- Ursprüngliches langes ᾱ (ā) bleibt stets erhalten.
Beispiel: äolisch μάτηρ mātēr gegenüber attisch μήτηρ mētēr
- Erhaltung des [w]-Lautes (Digamma)
Beispiel: äolisch ϝοῖκος woíkos gegenüber attisch οἶκος oíkos
- Aspiration unterbleibt (Hauchpsilose)
Beispiele: äolisch ἀέλιος āélios gegenüber attisch ἥλιος hēlios
- Der proto-griechische Labiovelar /kʷ/ (vgl. Koppa#Weiterentwicklungen) wird durchgängig zu π (p) statt τ (t)
Beispiel: äolisch πίς pis gegenüber attisch τίς tis
- Bei der Folge -νς (-ns) Ersatzdehnung auf οι (oi) und αι (ai) statt ου (ou) und ᾱ (ā)
Beispiel: aiolisch λύοισι lýoisi und παῖσα paῖsa gegenüber attisch λύουσι lýousi und πᾶσα pā́sa – entstanden aus *πάνσα *pánsa und *λύονσι *lýonsi
- Verdopplung des Konsonanten statt Ersatzdehnung
Beispiel: äolisch ἐμμί emmí gegenüber attisch εἰμί eimí – beides aus *ἐσμί *esmí
- Vermeidung der Endbetonung
Beispiel: äolisch πόταμος pótamos gegenüber attisch ποταμός potamós
- Die athematische Konjugation auf -μι -mi ist weiter verbreitet.
Beispiel: äolisch φίλημι phílēmi gegenüber attisch φιλέω philéō
- Die Endung des Infinitivs auf -μεν -men statt -ειν -ein
Beispiel: äolisch ἀγέμεν agémen gegenüber attisch ἄγειν ágein